# Cattedrale dell'Assunzione (Trois-Rivières)
La cattedrale dell'Assunzione (in francese cathédrale de l'Assomption de Trois-Rivières), anche chiamata chiesa dell'Immacolata Concezione è la chiesa madre di Trois-Rivières e cattedrale della diocesi di Trois-Rivières, in Québec, Canada, dal XIX secolo.
La parrocchia dell'Immacolata Concezione della Benedetta Vergine include, oltre alla cattedrale, anche le chiese di Nostra Signora delle Sette Allegrezze, San Filippo, San Francesco e Santa Cecilia.

## Storia
La prima messa fu celebrata nella campagna locale il 26 luglio 1615 tenuta in ricordo del padre Denys Jamet. Trois-Rivières fu eretta in seguito nella parrocchia e il 30 ottobre 1678 si cominciò la costruzione della prima chiesa, lunga venti metri e larga otto, ad opera di François Boivin, mastro carpentiere.
L'8 giugno 1852 fu canonicamente eretta la diocesi di Trois-Rivières da papa Pio IX e Thomas Cooke fu eletto come primo vescovo. Il 16 marzo 1854 si diede via al progetto della cattedrale, inaugurata successivamente il 29 settembre 1858.